# Turdoides longirostris
Turdoides longirostris е вид птица от семейство Leiothrichidae. Видът е световно застрашен, със статут Уязвим.

## Разпространение
Видът е разпространен в Бангладеш, Индия и Непал.